# Décès en juin 1951
Décès
- 1947
- 1948
- 1949
- 1950
- 1951
- 1952
- 1953
- 1954
- 1955

Pour une information complémentaire, voir la page d'aide.

| Date    | Nom                   | Pays                 | Activités                  | Âge | Source |
| ------- | --------------------- | -------------------- | -------------------------- | --- | ------ |
| 12 juin | Auguste-Olympe Hériot | Drapeau de la France | Homme d'affaires français. | 65  |        |